# Лонаро-Виле ди Фано (Л'Аквила)
Лонаро-Виле ди Фано (итал. Lonaro-Ville di Fano) је насеље у Италији у округу Л'Аквила, региону Абруцо.
Према процени из 2011. у насељу је живело 238 становника. Насеље се налази на надморској висини од 884 м.